# 경상남도수목원

경상남도수목원 입구

경상남도수목원(慶尙南道樹木園)은 경상남도 진주시 이반성면 수목원로 386에 위치한 경상남도의 도립 수목원이다. 1993년 4월 5일 도립반성수목원으로 개원한 뒤, 2000년 2월에 명칭을 '경상남도수목원'으로 변경하였다.
전체면적은 56ha에 산림박물관, 열대수목원, 화목원, 무궁화공원 등을 갖추고 있고 담양 못지않은 메타세콰이어 길이 있고 야생동물원이 있다. 국내를 포함해 전 세계 식물 1,700여종과 10만여 본을 수집, 식재하고 있다. 2008년 5월 27일부터 6월 1일까지 제1회 산림박람회가 개최 된 곳이기도 하다.

## 관람
개방 시간은 하절기(3월 ~ 10월)엔 오전 9시부터 저녁 6시, 동절기(11월 ~ 2월)엔 오전 9시부터 저녁 5시까지이며, 입장료는 성인 1,500원, 청소년 1,000원, 어린이 500원이다.

## 교통
국도 제2호선이 수목원 입구 앞을 통과하며, 철도역은 반성역이 있으나 약 4km가량 떨어져 있다. 산림 박람회 개최를 앞둔 2007년 10월 19일에는 경전선상에 임시승강장 형태의 진주수목원역이 신설되어 복선 전철화로 외곽 지역으로 이설된 2012년 10월 22일까지 영업하기도 하였다. 경상남도수목원의 개방 시간 동안만 영업하였으며, 진주수목원역에서 경상남도수목원까지는 도보 10~15분 가량이 소요되었다.
경전선 복선 전철화 후에는 반성역에서 경상남도수목원까지 시내버스로 연계된다.